# Striža
Striža (izvirno srbsko Стрижа) je naselje v Srbiji, ki upravno spada pod Občino Paraćin; slednja pa je del Pomoravskega upravnega okraja.

## Demografija
V naselju živi 1546 polnoletnih prebivalcev, pri čemer je njihova povprečna starost 39,9 let (39,4 pri moških in 40,4 pri ženskah). Naselje ima 542 gospodinjstev, pri čemer je povprečno število članov na gospodinjstvo 3,57.
To naselje je, glede na rezultate popisa iz leta 2002, večinoma srbsko.
|  |

| Demografija | Demografija     | Demografija     |
| Leto        | Št. prebivalcev | Št. prebivalcev |
| ----------- | --------------- | --------------- |
|             |                 |                 |
|             |                 |                 |
|             |                 |                 |
|             |                 |                 |
| 1948        | 1068            |                 |
| 1953        | 1184            |                 |
| 1961        | 1342            |                 |
| 1971        | 1433            |                 |
| 1981        | 1751            |                 |
| 1991        | 1979            | 1818            |
| 2002        | 2146            | 1937            |
|             |                 |                 |

| Etnična sestava po popisu iz leta 2002 | Etnična sestava po popisu iz leta 2002 | Etnična sestava po popisu iz leta 2002 | Etnična sestava po popisu iz leta 2002 | Etnična sestava po popisu iz leta 2002 |
| -------------------------------------- | -------------------------------------- | -------------------------------------- | -------------------------------------- | -------------------------------------- |
| Srbi                                   | Srbi                                   |                                        | 1.914                                  | 98,81%                                 |
| Hrvati                                 | Hrvati                                 |                                        | 2                                      | 0,10%                                  |
| Makedonci                              | Makedonci                              |                                        | 2                                      | 0,10%                                  |
| Čehi                                   | Čehi                                   |                                        | 1                                      | 0,05%                                  |
| Slovaki                                | Slovaki                                |                                        | 1                                      | 0,05%                                  |
| Neznano                                | Neznano                                |                                        | 3                                      | 0,15%                                  |